# Ceraia facifera
Ceraia facifera é uma espécie de orquídea de flores pequenas que duram muito pouco, mas que floresce diversas vezes ao ano, nativa de Sulawesi, Ilhas Molucas e Pequenas Ilhas de Sonda.